# Tunel Mrázovka
Tunel Mrázovka – tunel drogowy pod wzgórzem Mrázovka, w Pradze, w dzielnicy Smíchov. Ma długość 1260 m i został otwarty 26 sierpnia 2004. Po południowej stronie jest połączony mostem nad ulicami Plzeňská i Vrchlického z Tunelem Strahovskim.
Tunel jest częścią drogi Městský okruh. Według niemieckiego automotoklubu ADAC w kwietniu 2007 był 3 najbezpieczniejszym tunelem w Europie.
Koszt budowy tunelu wyniósł około 7 mld koron czeskich.